# Jack Carson
Jack Carson (Carman, Manitoba; 27 de octubre de 1910 - Encino, California; 2 de enero de 1963) fue un actor cinematográfico estadounidense.
Jack Carson fue uno de los más populares actores de carácter durante la edad de oro de Hollywood, con una carrera cinematográfica que abarca los años treinta, cuarenta y cincuenta. En un principio empleado para papeles cómicos, su trabajo en Cat on a Hot Tin Roof (La gata sobre el tejado de cinc) demostró su pericia para los papeles dramáticos. A lo largo de su carrera trabajó para RKO Pictures y Metro-Goldwyn-Mayer (en esta productora rodó Love Crazy (Mi marido está loco), junto a Myrna Loy y William Powell), pero la mayor parte de su trabajo de interés tuvo lugar con la Warner Bros. Los personajes interpretados por Carson solían ser tipos ocurrentes y seguros de sí mismos, pero que al final dejaban todo a medio hacer.

## Inicios
Su verdadero nombre era John Elmer Carson. Nació en Carman, Manitoba (Canadá), siendo sus padres Elmer y Elsa Carson. Poco después la familia se mudó a Milwaukee, la cual siempre consideró su tierra natal, aunque no hay evidencias que confirmen que llegara a adoptar la ciudadanía estadounidense. Estudió en la Hartford School y en la Academia Militar St. John, en Delafield. Durante sus estudios en el Carleton Collage, se inició su afición por la actuación.
Jack Carson, a causa de su robusto físico (1,88 metros y unos 100 kilogramos de peso), hizo su primer papel en la escena como Hércules, en una representación de sus años de estudiante. Durante una actuación sufrió un tropezón y derribó medio escenario. Un amigo de estudios, Dave Willock, lo consideraba muy divertido, y le persuadió para actuar junto a él en un vodevil. Este tipo de actividades sin plan previo fueron típicas de las situaciones que vivió Carson en sus primeros papeles en el cine. 
A medida que el vodevil declinaba en los años treinta a consecuencia de la competencia de la radio y el cine, Willock y Carson buscaron trabajo en Hollywood, consiguiendo al principio pequeños papeles en la RKO. Además, en 1938 trabajaron en el programa de radio Kraft Music Hall junto a Bing Crosby. Fue el inicio de numerosas intervenciones en la radio, que culminaron con el propio show de Carson en 1943.

## Carrera
El éxito de Carson en la radio le facilitó un contrato más lucrativo con la Warner Bros. Aquí trabajó junto a Dennis Morgan en numerosos filmes, supuestamente para competir con las populares películas de la pareja formada por Bing Crosby y Bob Hope. Al igual que Crosby y Hope, Morgan y Carson disfrutaron de una verdadera amistad fuera de los platós. Su primera película juntos fue un drama llamado "The Hard Way", la cual ya vislumbraba el tipo de actuación que Carson era capaz de llevar a cabo. También participó en Arsénico por compasión interpretando al Agente Patrick O'Hara, junto a Josephine Hull, Jean Adain y Cary Grant, siendo la segunda vez que coincida con él en una película (la primera fue La fiera de mi niña).
Sin embargo, a pesar de este prometedor comienzo, la mayor parte de su trabajo en la Warner se limitó a comedias ligeras con Morgan y, más tarde, con Doris Day (la cual en su autobiografía califica a Carson como uno de su mentores en Hollywood). La crítica considera habitualmente que su mejor trabajo fue en Mildred Pierce, donde interpretaba al intrigante Wally Fay, con Joan Crawford en el papel principal. Otro papel que levantó muy buenas críticas fue el de Matt Libby en A Star Is Born (Ha nacido una estrella).
El trabajo de Carson en los años cincuenta incluye, además del cine, diversas apariciones en televisión, incluyendo las series The Twilight Zone y Alcoa theatre.

## Fallecimiento
En 1962, mientras ensayaba la obra de Broadway "Critics Choice", tuvo un colapso, y posteriormente se le diagnosticó un cáncer de estómago. Carson falleció en Encino en 1963, a los 52 años de edad.

## Vida personal
Carson se casó cuatro veces: con Elizabeth Lindy (1938 a 1939), con Kay St. Germain (1941 a 1950), con Lola Albright (1952 a 1958) y con Sandra Jolley (desde 1961 hasta su muerte). Tuvo una relación con Doris Day de 1950 a 1951, antes de casarse por tercera vez. 

## Filmografía parcial
- Stand-In (Siempre Eva), 1937 con Leslie Howard y Joan Blondell.
- Bringing Up Baby (La fiera de mi niña) 1938 (no aparece en los créditos).
- Vivacious Lady (Ardid femenino), 1938 con Ginger Rogers y James Stewart.
- The Saint in New York, 1938 (Primer título del Santo) con Louis Hayward como Simon Templar.
- Destry Rides Again, 1939 con Marlene Dietrich y James Stewart.
- Lucky Partners (Unidos por la fortuna), 1940 con Ronald Colman y Ginger Rogers.
- I Take This Woman (Esa mujer es mía), 1940 con Spencer Tracy y Hedy Lamarr.
- Love Crazy (Mi marido está loco), 1941.
- The Strawberry Blonde, 1941 con James Cagney y Olivia de Havilland.
- The Bride Came C.O.D., 1941 con James Cagney y Bette Davis.
- The Male Animal, 1942 con Henry Fonda y Olivia de Havilland.
- The Hard Way, 1943 con Ida Lupino.
- Hollywood Canteen, 1944.
- Make Your Own Bed 1944, con Jane Wyman y Alan Hale, Sr.
- Arsenic and Old Lace (Arsénico por compasión), 1944.
- The Doughgirls, 1944 con Ann Sheridan y Alexis Smith.
- Shine On, Harvest Moon, 1944 con Ann Sheridan.
- Mildred Pierce (Alma en suplicio), 1945 con Joan Crawford.
- Roughly Speaking, 1945 con Rosalind Russell
- The Time, the Place and the Girl, 1946
- Two Guys from Milwaukee, 1946 con Dennis Morgan
- Love and Learn, 1947
- Romance on the High Seas (Romanza en alta mar), 1948 con Janis Paige, Don DeFore, y Doris Day
- Two Guys from Texas, 1948 con Dennis Morgan y Dorothy Malone
- John Loves Mary, 1949 con Ronald Reagan
- My Dream is Yours, 1949 con Doris Day
- It's a Great Feeling, 1949 con Doris Day
- Dangerous When Wet, 1953 con Esther Williams y Fernando Lamas
- A Star Is Born (Ha nacido una estrella) 1954 con Judy Garland y James Mason
- Red Garters, 1953 con Rosemary Clooney
- Magnificent Roughnecks, 1956 con Mickey Rooney
- The Tarnished Angels, 1958 (codirigida por Douglas Sirk) con Rock Hudson, Robert Stack, y Dorothy Malone
- Rally 'Round the Flag, Boys! (Un marido en apuros), 1958 con Paul Newman, Joanne Woodward, y Joan Collins
- Cat on a Hot Tin Roof (La gata sobre el tejado de zinc), 1958 con Elizabeth Taylor, Paul Newman, y Burl Ives.
- Sammy the Way Out Seal, 1962.